# 爱德华·道登

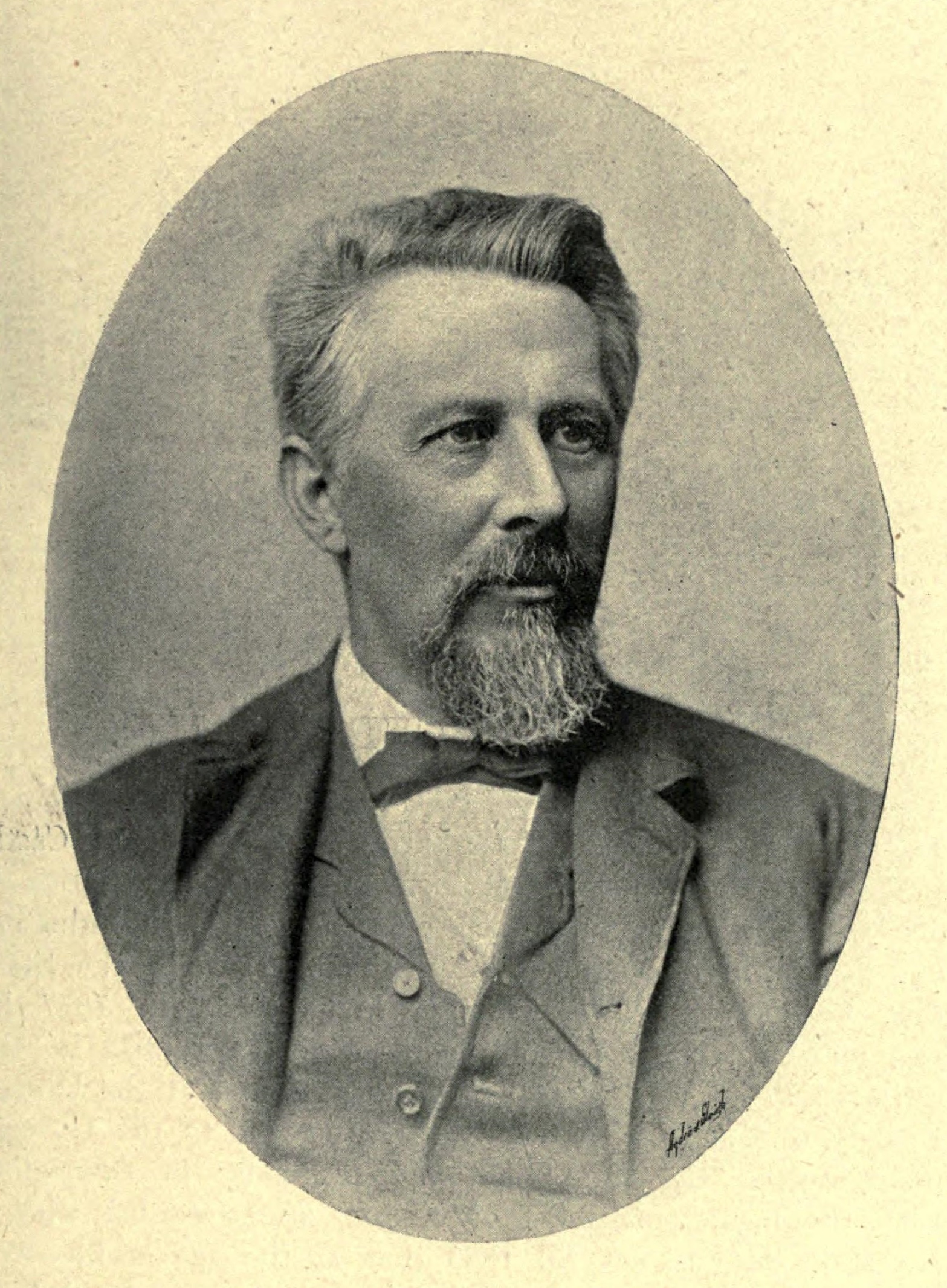
爱德华·道登

爱德华·道登（英語：Edward Dowden，1843年5月3日—1913年4月4日），是爱尔兰文学批评家、诗人。